# Капель, Джордж, 7-й граф Эссекс
Джордж Деверё де Вер Капель, 7-й граф Эссекс (англ. George Devereux de Vere Capell, 7th Earl of Essex; 24 октября 1857 — 25 сентября 1916) — британский аристократ.

## Происхождение
Родился 24 октября 1857 года в Лондоне. Единственный сын подполковника Артура де Вера Капелла, виконта Молдена (1826—1879), и Эммы Марты Мью (? — 1905), дочери сэра Генри Мью, 1-го баронета.
11 сентября 1892 года после смерти своего деда, Артура Капелла, 6-го графа Эссекса (1803—1892), Джордж Капелл унаследовал титулы 7-го виконта Молдена (Пэрство Англии), 7-го графа Эссекса (Пэрство Англии) и 8-го барона Капелла из Хадема (Пэрство Англии), став членом Палаты лордов Великобритании.

## Карьера

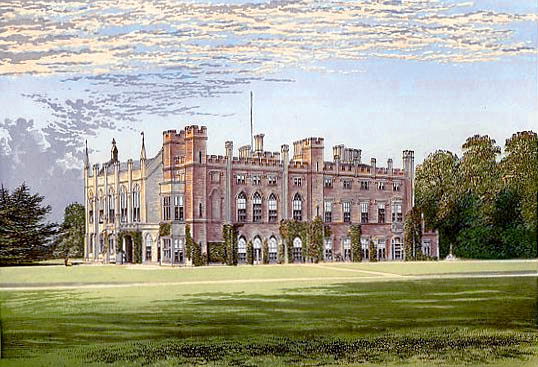
Кассиобери-хаус во времена жизни 7-го графа Эссекса

Лорд Эссекс занимал ряд военных должностей, включая звание офицера в гренадерской гвардии, адъютанта короля Эдуарда VII и полковника в территориальных войсках. Он был назначен майором в Хартфордширский йоменский полк в ноябре 1893 года. После начала Второй англо-бурской войны в Южной Африке в конце 1899 года он добровольно пошел на военную службу и был прикомандирован к Имперскому йоменри, где в феврале 1900 года он был назначен вторым командиром 12-го батальона. Он прибыл в Кейптаун в марте 1900 года и прослужил в Южной Африке до 1901 года. В декабре 1908 года Джордж Капелль был назначен заместителем лейтенанта Хартфордшира. Позднее он занимал должности вице-лорда-лейтенанта и мирового судьи Хартфордшира.
Предшественники лорда Эссекса вложили значительные средства в перестройку и украшение семейной резиденции, дома Кассиобери в Уотфорде, до роскошного уровня. И 6-й граф, и его дядя, Джордж Капель-Конингсби, 5-й граф Эссекс, были энтузиастами покровительства искусств и собрали большую коллекцию произведений искусства в Кассиобери. После смерти 6-го графа стало очевидно, что состояние семьи Капелль уменьшилось, и как новый граф Джордж Кейпелл столкнулся с некоторыми финансовыми трудностями.
В 1893 году Christie’s провел аукцион некоторых ценных картин, книг, фарфора и мебели из коллекции графа Эссекса в Кассиобери. Второй брак Джорджа с дочерью богатого американского промышленника в следующем году также помог компенсировать финансовые проблемы, и именно деньги Адель поддерживали поместье в первые годы 20-го века и позволяли графу продолжать устраивать роскошные вечеринки. В то время дом Кассиобери пользовался высоким общественным признанием. В 1902 году граф и графиня Эссекса принимали молодого Уинстона Черчилля и короля Эдуарда VII в Кассиобери. В 1910 году дом был представлен в лестной статье в журнале Country Life.
Тем не менее, содержание Кассиобери-хауса становилось все более дорогим, и в 1909 году семья была вынуждена собрать дополнительные средства за счет продажи 184 акров (0,74 км2) парковой земли Совету округа Уотфорд для строительства жилья. Кассиобери сдавался в аренду меблированным, пока семья возвращалась в Лондон.

## Личная жизнь

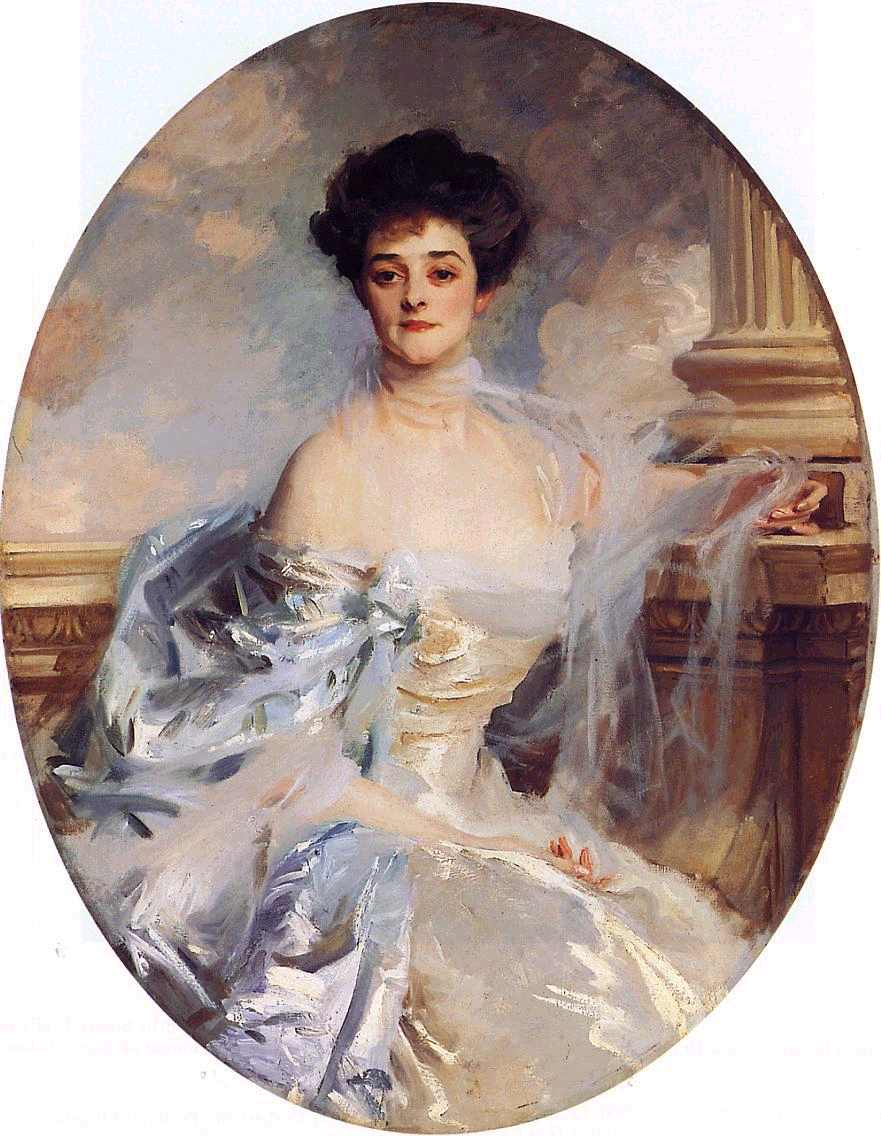
Портрет Адель Грант, второй жены 7-го графа Эссекса, художник — Джон Сингер Сарджент, 1906 год.

Лорд Эссекс был женат дважды. 12 июля 1882 года в Лондоне он женился первым браком на Элленор Харриет Мария Харфорд (28 мая 1860 — 31 декабря 1885), старшей дочери Уильяма Генри Харфорда и Эллен Тауэр. Дети от первого брака:
- Элджернон Джордж де Вер Капель, 8-й граф Эссекс (21 февраля 1884 — 8 декабря 1966)

14 декабря 1893 года в Лондоне лорд Эссекс вторично женился на американской наследнице и светской львице Адель Грант (9 декабря 1866 — 28 июля 1922), дочери нью-йоркского железнодорожного магната Дэвида Бича Гранта из Grant Locomotive Works. Свадьба в церкви Св. Маргариты в Вестминстере 14 декабря 1893 года была отмечена в The New York Times как грандиозное светское событие. Дети от второго брака:
- Леди Айрис Мэри Атенаис де Вер Капель (8 июня 1895 — 4 октября 1977), незамужняя
- Леди Джоан Рэйчел де Вер Капель (28 февраля 1899—1979), в 1922 году она вышла замуж за Осберта Пика, 1-го виконта Инглби.

Лорд Эссекс был сбит такси в сентябре 1916 года. Он умер в возрасте 58 лет 25 сентября в Стэнли-хаусе в Ньюмаркете, Саффолк. Его титулы перешли к его сыну от первого брака, Элджернону Капеллу.
Его смерть положила начало событиям, которые должны были привести к упадку Кассиобери-хауса и изменить город Уотфорд. Налоги на наследство, форма налогообложения, введенная в 1894 году либеральным правительством, наложили растущее финансовое бремя на аристократию и землевладельцев и стали причиной распада многих крупных поместий по всей Британии.